# Рудки (село)
Ру́дки — село в Україні, у Копичинецькій міській громаді Чортківського району Тернопільської області.
Населення — ▼48 осіб.

## Географія
Розташоване на річці Нічлава, на південному заході району.

## Населення

### Мова
Розподіл населення за рідною мовою за даними перепису 2001 року:
| Мова       | Кількість | Відсоток |
| ---------- | --------- | -------- |
| українська | 61        | 100%     |

## Історія
Від липня 2018 року ввійшло у склад Копичинецької міської громади. До 2018 підпорядковане Яблунівській сільраді.
12 червня 2020 року, відповідно до розпорядження Кабінету Міністрів України № 724-р «Про визначення адміністративних центрів та затвердження територій територіальних громад Тернопільської області» увійшло до складу Копичинецької міської громади .
19 липня 2020 року, в результаті адміністративно-територіальної реформи та ліквідації Гусятинського району, село увійшло до складу новоутвореного Чортківського району.

## Персоналії
- Щикульський Іван — командир сотні «Чорноморці» ВО-3 «Лисоня».

## Галерея

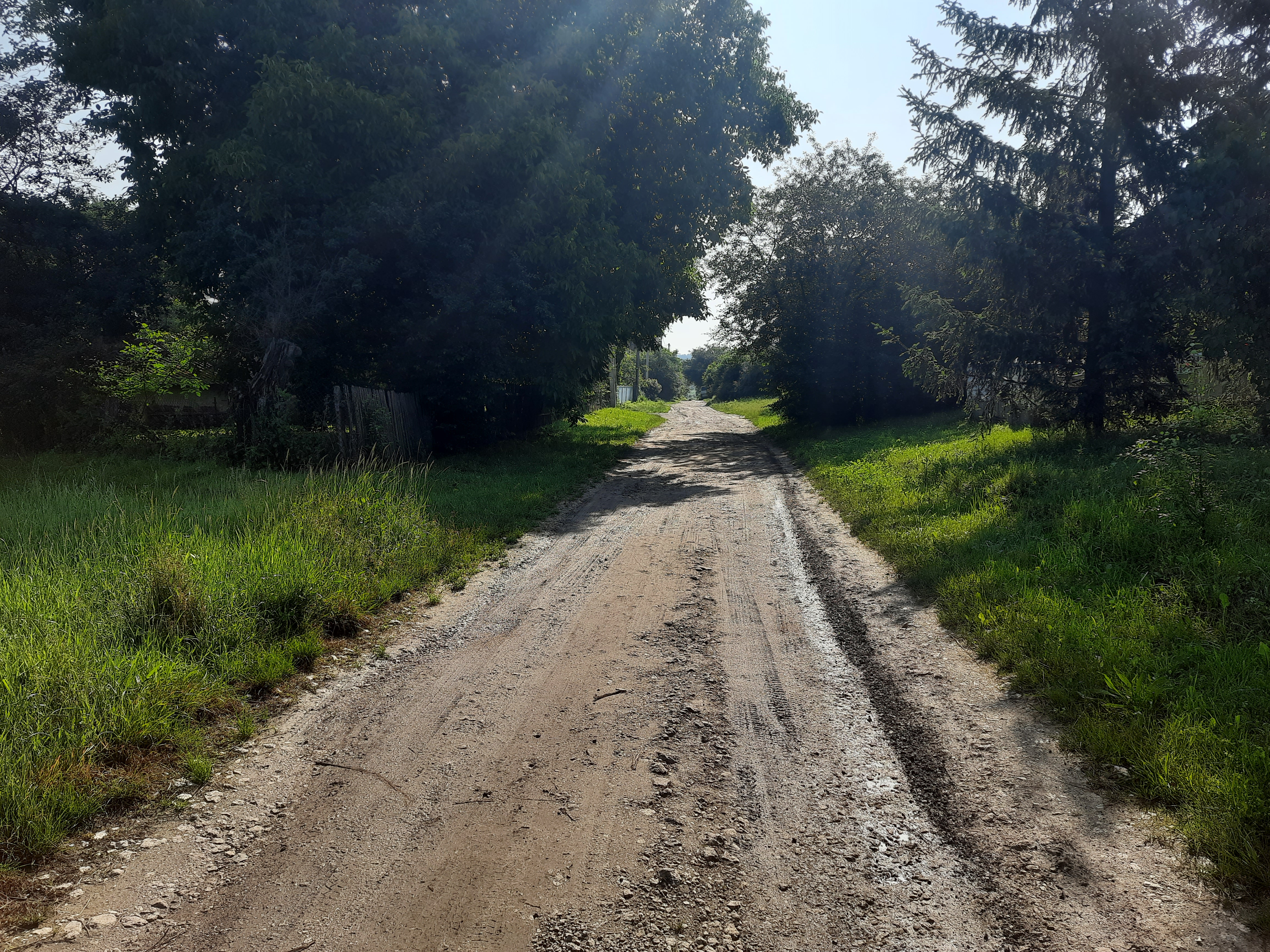
В'їзд у село
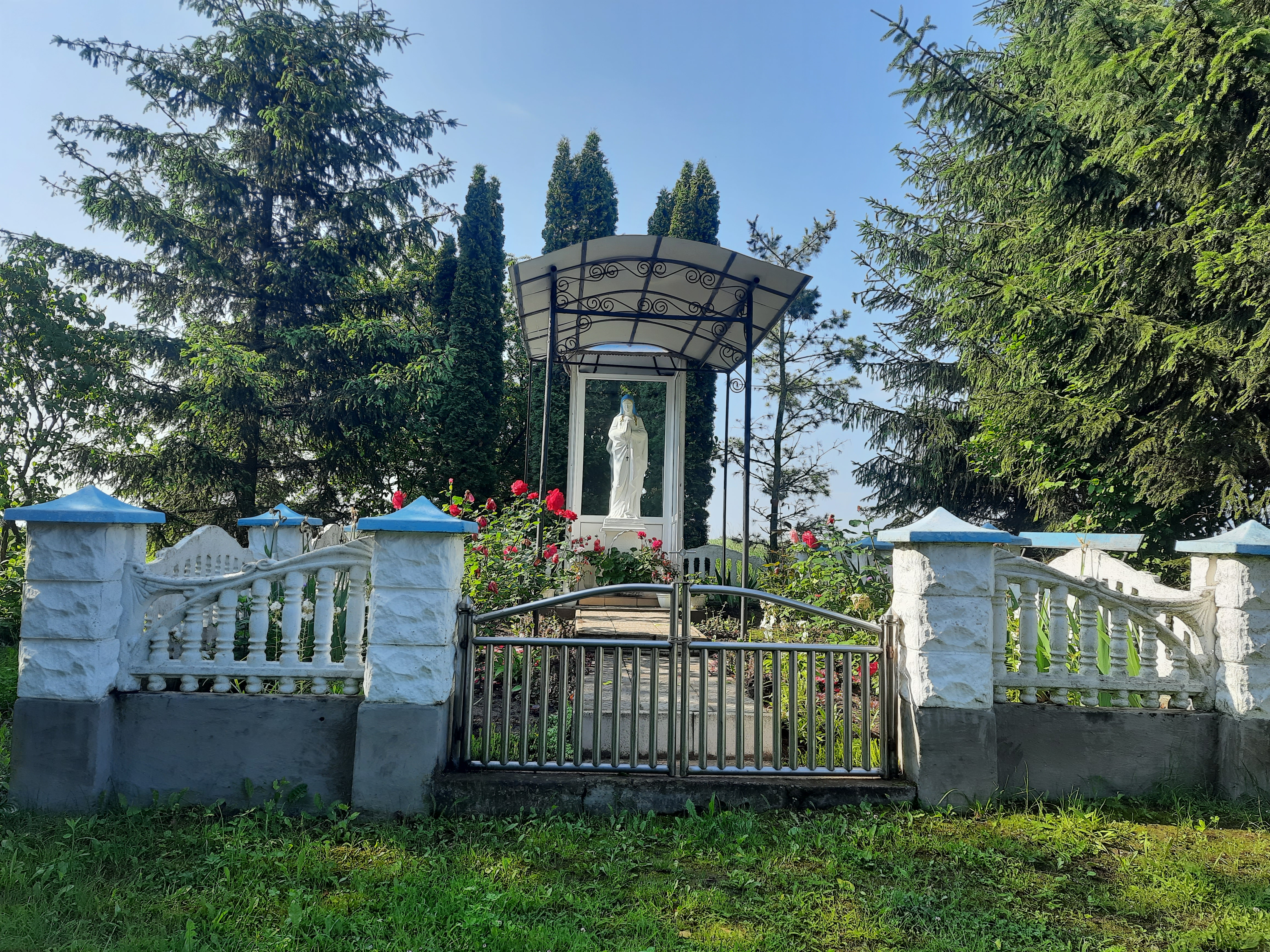
Капличка
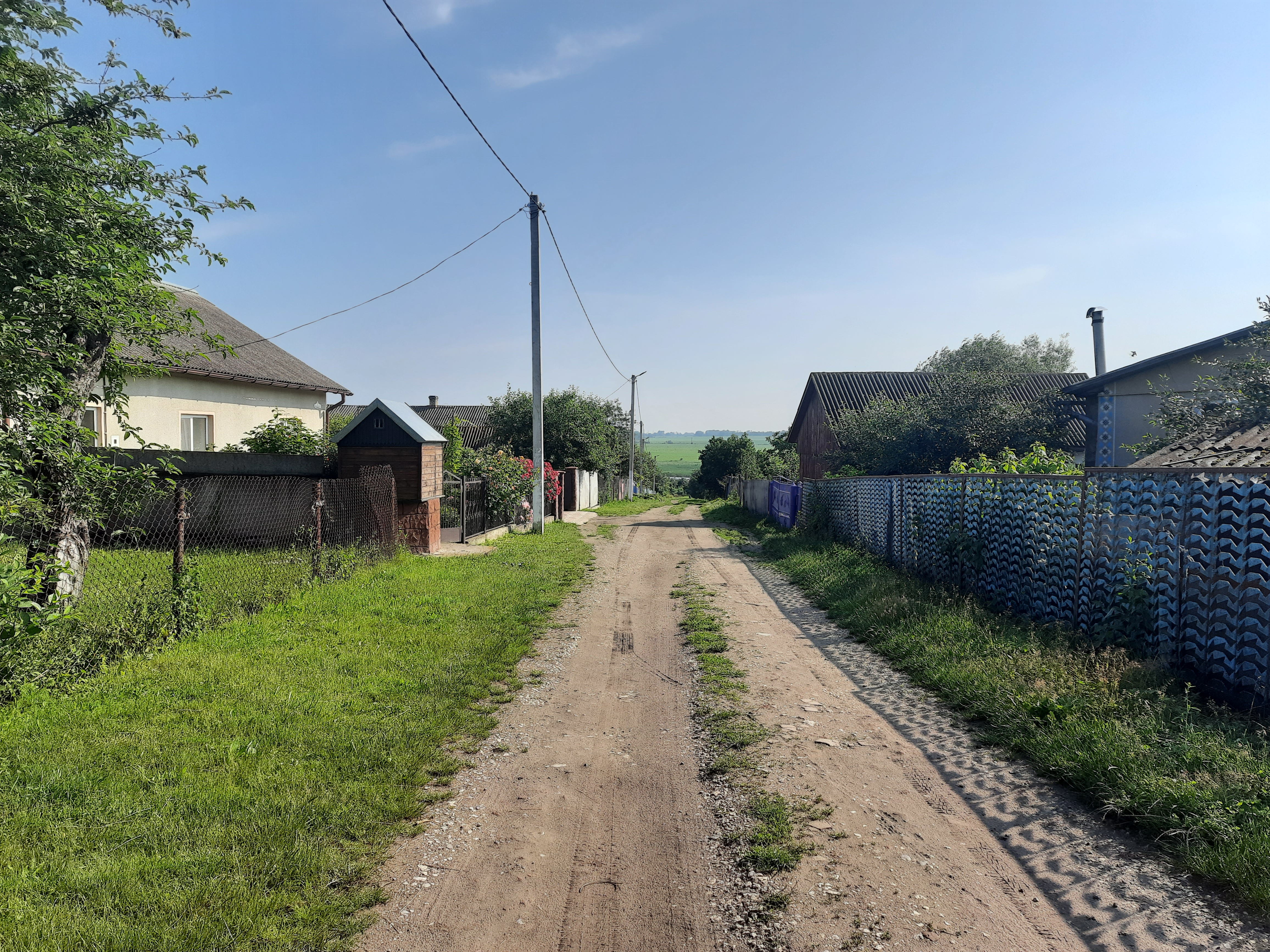
Сільська вулиця